# Káthay Mihály (kancellár)
Káthay Mihály (? – Kassa, 1607. január 12.) kállói várkapitány, erdélyi kancellár.

## Élete
A köznemesi családból származó vitézt 1599-ben nevezték ki Kálló kapitányává. Tisztségének ellátását a pénzhiány nehezítette: több levelében kérte a Szepesi Kamarát, hogy fizessék ki a várvédők zsoldját. Az elutasítást megtudva, „az vitézek igen felzajdultak, annyira, hogy mind zászlóstul akartanak felkelni, nagy nehezen csendesítettem le őket szép szómval” – írta Káthay a Kamarának 1599. november 1-jei levelében.
1604-ben Bocskai Istvánhoz csatlakozott(vagyis inkább Nagykálló kapitányaként átállt, és vitte a várat is) , aki erdélyi kancellárrá nevezte ki. E minőségében fontos szerepet játszott a bécsi béke előkészítésében, emiatt és katolikus vallása miatt a fejedelem környezetében levő református prédikátorok gyanakodva tekintettek rá. Tisztségét 1606. szeptemberig töltötte be, amikor a fejedelem bebörtönöztette. A vízkórságban szenvedő Bocskai úgy gondolta, hogy Káthay mérgezte meg, s halála után a mérgezéssel vádolt kancellárt a hajdúk felkoncolták.
Bocskai haláláról több olyan gyászvers maradt fenn, amelyeknek fő motívuma Káthay vádolása. Az fejedelemnek megétetőjéről és annak büntetéséről való ének (kezdősora: Ha kérdi Isten Káthay tetőled) számos másolatban és változatban keringett a 18. század végéig.